# Spindasis etolus
Spindasis etolus är en fjärilsart som beskrevs av Pieter Cramer 1782. Spindasis etolus ingår i släktet Spindasis och familjen juvelvingar. Inga underarter finns listade i Catalogue of Life.